# Roller Derby Brasil
Roller Derby Brasil é a seleção brasileira de roller derby, que representa o Brasil nas competições internacionais da modalidade.

## 2011
O Brasil foi um dos 13 participantes da Copa do Mundo de Roller Derby de 2011, a primeira edição do evento.

### Jogadoras
| Nº   | Nome                | Liga                         |
| ---- | ------------------- | ---------------------------- |
| 16   | Brazilian Nut       | Gotham Girls Roller Derby    |
| 26   | Brazilian Bombshell | South Bay Derby Mizfits      |
| 9    | Debbie Hatcher      | Ladies of HellTown           |
| 107  | Kaia Pilsen         | Gray City Rebels             |
| 83   | Kozmic Killa        | Ladies of HellTown           |
| 7    | Lobster             | Capital City Derby Dolls     |
| 100  | Lola Nolimits       | Sugar Loathe Derby Girls     |
| 5    | Mariah Bearings     | Ladies of HellTown           |
| 777  | Matadora            | Stuttgart Valley Rollergirlz |
| 33   | Mojo'n Jet          | Ladies of HellTown           |
| 1949 | Peryl Streep        | Gray City Rebels             |
| 72   | Sugar Slum Fairy    | Sugar Loathe Derby Girls     |
| 80   | Ferocity            | LA Derby Dolls               |
| 31   | Atom Cockroach      | Ladies of HellTown           |
| 181  | Yada Yada Lara      | Gray City Rebels             |

### Resultados
| Primeira fase         | Brasil | 138 x 212 | França  |
| Torneio de consolação | Brasil | 57 x 213  | Irlanda |
| Disputa do 11º lugar  | Brasil | 64 x 113  | Escócia |

Classificação final: 12º lugar

## 2014
Na Copa do Mundo de Roller Derby de 2014, o Brasil disputou a primeira fase no Grupo 2, enfrentando França, Suíça e Portugal.

### Jogadoras
| Nº   | Nome                   | Nome de derby     | Liga                            |
| ---- | ---------------------- | ----------------- | ------------------------------- |
| 107  | Andrea Carlsson        | Kaia Pilsen       | Gray City Rebels                |
| 1972 | Amira Dutra Mello      | Farrah Fracture   | Bleeding Heartland Roller Derby |
| 13   | Bá Lisboa              | Barberry          | Ladies of HellTown              |
| 33   | Camila Stocco          | Psyko Pixie       | Maui Roller Girls               |
| 9    | Chu – Chiara Abreu     | Chu The Preacher  | Wheel of Fire Roller Derby      |
| 80   | Fernanda Ezabella      | Ferocity          | Los Angeles Derby Dolls         |
| 16   | Fernanda Correa        | Brazilian Nut     | Philly Roller Derby             |
| 87   | Gilda Guimarães        | Wasp              | Gray City Rebels                |
| 55   | Julia Magalhaes Beirao | Carnage Miranda   | Ladies Of HellTown              |
| 7    | Bianca                 | Lobster           | Capital City Derby Dolls        |
| 44   | Manu Vasconcelos       | Vasconbully       | Ladies Of HellTown              |
| 86   | Mariana Leal           | Mary of Pain      | Gray City Rebels                |
| 72   | Patricia Correia       | Skate Middleton   | Rio Riot Roller Derby           |
| 505  | Paula Mitie            | Spanish Lolla-Bye | Ladies Of HellTown              |
| 25   | Roxane Velozo          | Rainbow Crash     | Boston Derby Dames              |
| 208  | Shyrlei Braith         | Shy-Hulk          | Ladies Of HellTown              |
| 23   | Tati Goes              | Spider Mean       | Gray City Rebels                |

### Resultados

#### Primeira fase
Jogos
| Brasil | 167 x 144 | Portugal |
| Brasil | 14 x 315  | França   |
| Brasil | 120 x 108 | Suíça    |

Classificação
| Posição | Equipe   | J | V | D | Pontos marcados | Pontos sofridos | Saldo |
| ------- | -------- | - | - | - | --------------- | --------------- | ----- |
| 1º      | França   | 3 | 3 | 0 | 994             | 77              | +917  |
| 2º      | Brasil   | 3 | 2 | 1 | 301             | 562             | -261  |
| 3º      | Portugal | 3 | 1 | 2 | 314             | 609             | -295  |
| 4º      | Suíça    | 3 | 0 | 3 | 267             | 628             | -361  |

#### Fase eliminatória
| Oitavas-de-final | Brasil | 75 x 581 | Canadá |

Classificação final: 13º lugar

## 2018
Na Copa do Mundo de Roller Derby de 2018, o Brasil enfrentou Espanha, Dinamarca e Irã na primeira fase. Apesar de obter três vitórias, não conseguiu a pontuação necessária para avançar à fase eliminatória.

### Jogadoras
| Nº      | Nome                  | Nome de derby | Liga                      |
| ------- | --------------------- | ------------- | ------------------------- |
| 18      | Beatriz Lopes         | Bia           | Gray City Rebels          |
| 51      | Julia Bonsai          | Bonsai        | Gray City Rebels          |
| 7       | Fernanda Corrêa       | Brazilian Nut | Gotham Girls Roller Derby |
| 84      | Natalia Caruso        | Caruso        | Sugar Loathe Derby Girls  |
| 67      | Clau Batista          | Clau          | Gray City Rebels          |
| 52      | Cris                  | Cris          | Thunder Rats Derby Squad  |
| 26      | Sarah Gaither         | Gaither       | Rose City Rollers         |
| 666     | Mari Green            | Green         | Gray City Rebels          |
| 42      | Carmem Mecena         | Karmemes      | Thunder Rats Derby Squad  |
| 181     | Lara Raineri          | Lara          | Gray City Rebels          |
| 420     | Maria Emilia Glustak  | Maria Loka    | Blue Jay Rollers          |
| 90      | Ana Clara Miranda     | NaClara       | Sugar Loathe Derby Girls  |
| 50      | Celice Lopes          | Psycho Cherry | Sugar Loathe Derby Girls  |
| 86      | Mariana Leal          | Pu            | Gray City Rebels          |
| 16      | Ren Tai               | Ren Tai       |                           |
| 25      | Roxane Velozo         | Rox           | Boston Roller Derby       |
| Técnica | Katherine Pavloski    | Kethy         | Ladies of Helltown        |
| Técnica | Laís da Silveira      | Lala          | Sugar Loathe Derby Girls  |
| Técnico | Rafael Assunção Verde | Verde         | Gray City Rebels          |

### Resultados
Primeira fase
| Rodada azul    | Brasil | 43x 120   | Espanha       |
| Rodada rosa    | Brasil | 89 x 80   | Dinamarca     |
| Rodada amarela | Brasil | 177 x 152 | Irão          |
| Rodada verde   | Brasil | 201 x 183 | Países Baixos |

Classificação final: 19º lugar

## 2025
O Brasil foi um dos 48 participantes da quarta edição da Copa do Mundo de Roller Derby, que aconteceu em Innsbruck, na Áustria, de 3 a 6 de julho de 2025. A liga anfitriã foi a Fearless Bruisers Roller Derby Innsbruck.
O Brasil jogou três jogos na primeira fase do campeonato, com duas vitórias e uma derrota, mas não avançou para as eliminatórias devido ao sistema de pontuação do campeonato. O país encerrou sua participação na 38‭ᵃ posição. 

### Estrutura do campeonato
O campeonato foi estruturado em um sistema suíço "acelerado", sem grupos fixos. As seleções foram organizadas em um ranking, com base em jogos anteriores e autoavaliação e, a partir da posição do ranking, divididos em duas metades. Cada vitória valia 1 ponto. 
- Rodada 1, quinta-feira, 03/07: Jogos definidos por sorteio entre seleções de uma mesma metade do ranking.

- Rodada 2, sexta-feira, 04/07: Jogos definidos por sorteio entre seleções de uma mesma metade do ranking com o mesmo número de pontos (0 ou 1).

- Rodada 3, sábado, 05/07: Jogos definidos por sorteio entre seleções com o mesmo número de pontos (0, 1 ou 2), independentemente de ranking.

- Quartas de final, sábado 05/07: Um novo ranking é formado considerando performance e pontuação das 3 primeiras rodadas. Os 8 melhores times jogam as quartas de final.

- Semifinais e finais no domingo, 06/07.

O ranking final do campeonato levou em consideração a força relativa dos times para o cálculo das posições, sendo a força da seleção dos Estados Unidos, vencedora da edição, considerada 1.000,00 e a do time Taiwan, o 48° lugar, considerada 1,00. 

### Escalação
| Nº      | Nome de derby    | Liga                      |
| ------- | ---------------- | ------------------------- |
| 012     | Dani             | Gray City Rebels          |
| 02      | Bracho           | Gray City Rebels          |
| 06      | Periódio         | Sugar Loathe Roller Derby |
| 1       | Rogue            | Blue Jay Rollers          |
| 101     | Sugar Rush       | Zürich City Roller Derby  |
| 11      | Nesclau          | Thunder Rats Derby Squad  |
| 13      | Trans Tornado    | Gray City Rebels          |
| 15      | Droids           | Gray City Rebels          |
| 182     | Caipora          | Ladies of Helltown        |
| 2       | Lari             | Avas Roller Derby         |
| 25      | Rainbow Crash    | Boston Roller Derby       |
| 28      | Mayer            | Blue Jay Rollers          |
| 317     | Pistola          | Gray City Rebels          |
| 420     | Maria Loka       | Blue Jay Rollers          |
| 67      | Pavio Curto      | Bear City Roller Derby    |
| 7       | Pivet            | Avas Roller Derby         |
| 79      | Bistnik          | Gray City Rebels          |
| 9       | Naclara          | Avas Roller Derby         |
| 901     | Sam              | Gray City Rebels          |
| Técnica | Kethy            |                           |
| Line Up | Vitamina         | Avas Roller Derby         |
| Bench   | Do Nascimento    |                           |
| Bench   | Vanila           | Avas Roller Derby         |
| Mirror  | Brazilian Whacks | Avas Roller Derby         |
| Support | Barbie           | Avas Roller Derby         |

### Resultados
Primeira fase
| Rodada 1 | Brasil | 288 x 112 | Vietname          |
| Rodada 2 | Brasil | 57 x 255  | Índias Ocidentais |
| Rodada 3 | Brasil | 295 x 118 | Team Babushka     |

Ranking Final
| Posição | Time                           | Pontuação |
| 1       | USA Roller Derby               | 925,49    |
| 2       | Team Australia                 | 358,08    |
| 3       | England Roller Derby           | 429,12    |
| 4       | Équipe de France               | 247,69    |
| 5       | Team Sweden                    | 255,87    |
| 6       | Team Argentina                 | 207,84    |
| 7       | Team Canada                    | 206,34    |
| 8       | Team Belgium                   | 90,19     |
| 9       | Fuego Latino Roller Derby      | 122,07    |
| 10      | Team Finland                   | 97,14     |
| 11      | Wales Roller Derby             | 91,46     |
| 12      | Team New Zealand               | 88,82     |
| 13      | Team Spain                     | 81,64     |
| 14      | Black Diaspora Roller Derby    | 74,72     |
| 15      | Team Mexico                    | 65,87     |
| 16      | Jewish Roller Derby            | 60,49     |
| 17      | Team Philippines               | 58,54     |
| 18      | Team Italy                     | 53,73     |
| 19      | Team Chile                     | 50,53     |
| 20      | Team Ireland                   | 48,41     |
| 21      | Team Scotland                  | 44,00     |
| 22      | Selección Colombia             | 35,14     |
| 23      | Team Germany                   | 30,32     |
| 24      | Team Nederland                 | 27,34     |
| 25      | Denmark Roller Derby           | 26,90     |
| 26      | Team Austria                   | 27,74     |
| 27      | Team West Indies               | 23,46     |
| 28      | Team Japan                     | 21,07     |
| 29      | Team Czech Republic            | 20,24     |
| 30      | Indigenous Rising Roller Derby | 19,74     |
| 31      | Team Norway                    | 16,99     |
| 32      | Team Switzerland               | 13,11     |
| 33      | Team Korea                     | 12,90     |
| 34      | Salaam Roller Derby            | 12,53     |
| 35      | Team Greece                    | 10,36     |
| 36      | Team Portugal                  | 10,14     |
| 37      | Chinese Nations Roller Derby   | 7,46      |
| 38      | Team Brasil                    | 5,73      |
| 39      | Team Iceland                   | 5,27      |
| 40      | Team South Africa              | 5,20      |
| 41      | Team Puerto Rico               | 4,57      |
| 42      | Team Slovenia                  | 4,55      |
| 43      | Team Babushka                  | 2,44      |
| 44      | Team Vietnam                   | 2,29      |
| 45      | Team Desi                      | 1,46      |
| 46      | Team Poland                    | 1,29      |
| 47      | Team Latvia                    | 1,13      |
| 48      | Team Taiwan                    | 1,00      |